# Rhynchonkos

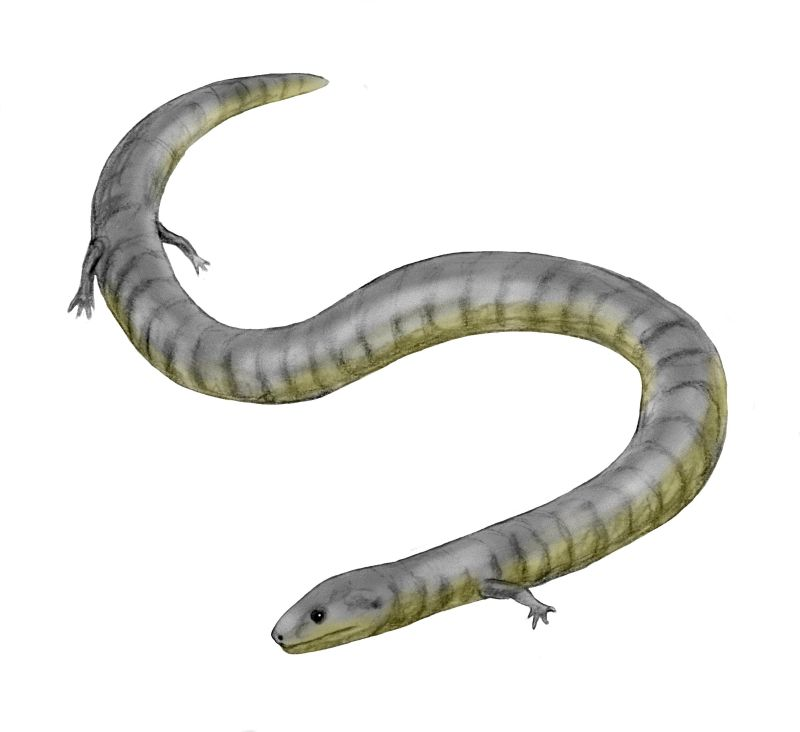
Eocaecilia micropodia, яка багато в чому схожа з Rhynchonkos

Rhynchonkos — вимерлий рід  мікрозаврів. Єдиний рід родини Goniorhynchidae. Раніше відомий як Goniorhynchus, отримав сучасну назву в 1981 р. Єдиний вид — R. stovalli. Виявлено у формації Хеннесі ( округ Клівленд, Оклахома) раннього  пермського періоду. Rhynchonkos дуже схожий з ранніми  безногими земноводними раннього юрського періоду Eocaecilia, знайденими в  Аризоні. Вважалося, що безногі земноводні походять від мікрозавров, що зараз заперечується..